# 아르헨티나출혈열
아르헨티나 출혈열(Argentine hemorrhage fever, AHF)은 아르헨티나에서 발생하는 인수공통감염병이자 바이러스성 출혈열을 말한다. 아레나바이러스의 일종인 후닌바이러스에 의해 발생한다. 아르헨티나, 파라과이에서 주로 서식하는 드라이랜드저녁쥐 이 병의 매개체이다.

## 역학
1958년 아르헨티나 부에노스아이레스의 오히긴스(O'Higgins) 마을에서 처음 보고되었으며, 실제로 에스파냐어권 국가들에서는 이 이름을 따 오히긴스 병이라 부르기도 한다. 처음에는 화학적 오염에 의해 발생하는 렙토스피라증의 일종으로 구분되었었다.
부에노스아이레스, 코르도바, 산타페, 라팜파를 포함하여 대략 15만 km2의 영역에 풍토병으로 퍼져있다. 약 5백만명이 질병의 위험을 안고 있다.
드라이랜드저녁쥐가 주 매개체로, 만성적인 무증상 감염을 앓고 있어 침과 소변을 통해 바이러스를 퍼뜨린다. 피부, 점막의 접촉이나 감염된 입자를 흡입함으로써 감염된다. 주로 농촌 거주민이나 근로자에게서 발견되는데, 감염자의 80%가 15세에서 60세 사이의 남성이다.

## 의료적 양상
회복되는 경우도 있지만, 1~2주 내에 사망할 가능성이 높은 치명적 급성 질환이다. 잠복기는 10일에서 12일 사이로, 이후 발열, 두통, 약화, 거식증, 의지 상실 등의 증상이 나타난다. 병증은 일주일도 지나지 않아 더욱 심해져 감염자들은 더 이상 서 있지 못하고 드러눕게 된다. 혈관성, 신장성, 혈액성, 신경성 증상이 나타나는데, 이 단계는 3주 정도 지속된다.
치료하지 않을 경우 사망률은 15~30%에 이른다. 회복된 환자의 혈장을 통해 치료할 수 있는데, 조기에 치료를 시작하면 사망률을 1%까지 낮출 수 있을 정도로 효과가 매우 뛰어나다. 리바비린을 사용한 치료 사례도 보고된다.
이 질병을 일으키는 바이러스는 1950년대에 부에노스아이레스의 후닌 파르티도(Junin partido)에서 처음 발견되어, 1958년에 발견된 장소의 이름을 따 후닌바이러스라 명명되었다. 초기에는 치사율이 30%로 매우 높아 연간 1000명 이상이 감염되었다. 1970년대에 혈장 치료방식이 도입됨에 따라 치사율이 감소했다.

### 백신
1985년, 아르헨티나의 바이러스학자 훌리오 바레라 오로(Julio Barrera Oro)에 의해 Candid #1 백신이 개발되었다. 이 백신은 미국 소크 연구소에서 개발된 것으로 1990년 아르헨티나에서 상용화되었다. 후닌백신은 마추포 바이러스와도 교차반응성을 보여 볼리비아출혈열의 잠재적 치료제로 여겨진다.
Candid #1 은 성인 고위험군을 대상으로 95.5%의 효과를 보인다. 1991년부터 2005년까지 24만명 이상의 사람들이 백신을 접종함으로써 감염 건수가 크게 감소하여 2005년에는 94명이 검사를 받아 용의자 19명만 확진 판정을 받았다.
2006년 8월 29일, 아르헨티나 마이스떼기 연구소(Maiztegui Institute)가 백신 생산 승인을 받았는데, 여기서 생산된 백신은 미국에서 개발된 백신과 비슷한 효과가 있는 것으로 나타났다. 이 백신에 대한 세부적 내용은 2011년에, 백신 생산 프로토콜은 2018년 발간됐다. 백신에 대한 수요가 적어 상업적인 매력이 떨어지므로 희귀의약품이 된 상태였는데, 아르헨티나 정부가 나서서 C#1 백신을 제조하고 후원하기로 결정했다.

## 참고 문헌
- Argentine Ministry of Health and Environment, 8 October 2006. Argentina fabricará vacuna contra la fiebre hemorrágica.
- Clarín, 29 September 2006. La vacuna contra el mal de los rastrojos ya se puede elaborar en el país 보관됨 2021-04-10 - 웨이백 머신.
- TodoAmbiente - Infectious diseases.
- ANLIS. Fiebre hemorrágica argentina.